# Jamaica (Schiff, 1942)
HMS Jamaica (C44) – benannt nach der Insel Jamaica – war ein konventioneller Leichter Kreuzer der britischen Royal Navy. Das Schiff gehörte zur Crown-Colony-Klasse und wurde im Jahre 1940 vom Stapel gelassen. Während des Zweiten Weltkriegs wurde sie, mit Ausnahme einer Abstellung zur Sicherung der alliierten Landung in Nord Afrika, überwiegend für die Absicherung von Nordmeergeleitzügen verwendet. In diesem Rahmen nahm sie auch an der Jagd auf die deutschen Schlachtschiffe Tirpitz und Scharnhorst teil.
Nach dem Krieg war sie Teil der Eastern Fleet und wurde mit dem Ausbruch des Koreakriegs zur Artillerieunterstützung – unter anderem bei der Operation Chromite – verwendet. Anfang 1951 wurde sie zurück ins Heimatland verlegt  und Teil der Reserveflotte.
1954 wurde das Schiff reaktiviert und der Mittelmeerflotte zugeteilt. Im Jahr 1956 partizipierte sie an der Operation Musketeer, der anglo-französischen Landung in Ägypten im Zuge der Suezkrise. Im Anschluss daran wurde die Jamaica 1958 außer Dienst gestellt und 1960 zur Verschrottung verkauft.

## Beschreibung

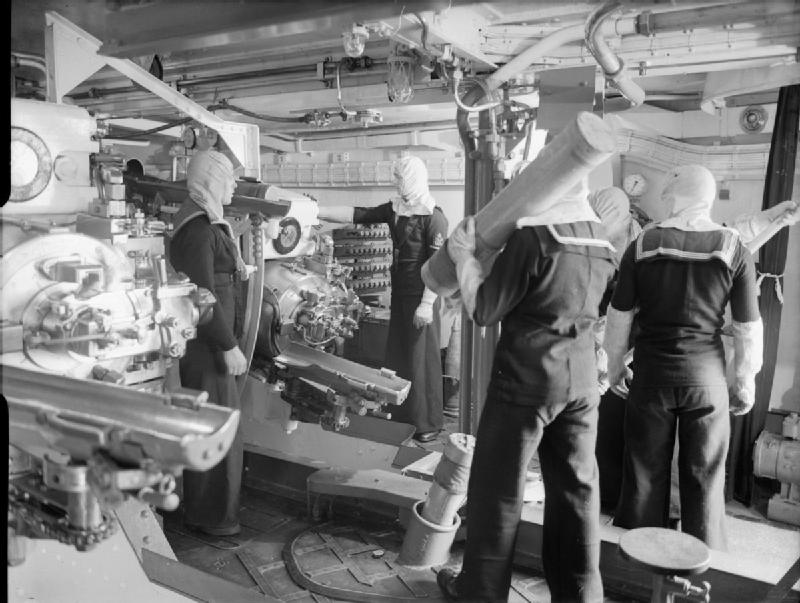
Im Innern eines 3×6"-Mark-XXIII-Geschützturms an Bord der HMS Jamaica. Die Bedienung trägt Flammschutzhauben und handhabt eine 14-kg-Treibladung.

Die Schiffe der Crown-Colony-Klasse entstanden mit 8.631 tn.l. bis maximal 11.017 tn.l. Verdrängung und einer Länge von 169 m (= 555 ft) noch unter den Limitierungen der Flottenkonferenzen zur Rüstungsbeschränkung in den 1920er- und 1930er-Jahren. Daraus resultierte ein Konzept, welches sich an den Schiffen der Town-Klasse orientierte – jedoch mit dem wesentlichen Unterschied, dass, um die Gewichtsbeschränkungen einzuhalten, beim Entwurf auf eine durchgehende Gürtelpanzerung der Wasserlinie verzichtet wurde. Stattdessen waren die Magazine und Maschinenräume individuell mit 51–89 mm Stahl gepanzert.
Entsprechend den Flottenabkommen war auch das Kaliber der Hauptartillerie auf 6 Zoll (152 mm) begrenzt. Zum Einsatz kamen auf der Jamaica zwölf manuell geladene Geschütze vom Typ BL 6" MK XXIII in vier Dreifachtürmen vom Typ Mark XXI; jeweils zwei Türme vor und hinter den Aufbauten. Ergänzt wurden diese von acht 4"-(102-mm)-Mehrzweckgeschützen vom Typ QF 4" Mk XVI gegen See- und Luftziele und zwei vierläufige 40-mm-QF-2-Pfünder-Schnellfeuerkanonen gegen Flugzeuge. Abseits der Rohrbewaffnung verfügte das Schiff zusätzlich noch über zwei 3×533-mm-Torpedowerfer, die drehbar, je einer pro Seite, mittschiffs positioniert waren. Ebenso waren zur Aufklärung und Bergung zwei Wasserflugzeuge vom Typ Supermarine Walrus an Bord, die von einem Katapult gestartet wurden.
Für den Antrieb sorgten vier Parsons-Dampfturbinen, die bei 2,0 MPa und 316 °C von vier Admiralty-Dampfkesseln zu je drei Trommeln mit überhitztem Wasserdampf versorgt wurden. Auf den so angetriebenen vier Schrauben standen insgesamt 80.000 PS (60.000 kW) zur Verfügung. Genug, um maximal 32,25 kn (60 km/h) Fahrt zu erreichen. Bei auf 13 kn (24 km/h) reduzierter Geschwindigkeit erlaubten die bis zu 1.700 to Schweröl in den Bunkern des Schiffes eine Reichweite von 12.000 km.
In Friedenszeiten waren für den Betrieb des Schiffes 733 Mann Besatzung vorgesehen. In Kriegszeiten erhöhte sich die Anzahl auf 900 Mann.

## Geschichte
Die Jamaica wurde am 28. April 1939 bei Vickers-Armstrongs in Barrow-in-Furness auf Kiel gelegt. Am 16. November 1940 erfolgte der Stapellauf und das Schiff wurde anschließend bis zum 29. Juni 1942 fertig ausgerüstet.
Nach kriegsbedingt sehr kurzen ersten Erprobungs- und Testfahrten verlegte die Jamaica im September 1942 ins Nordmeer und sicherte den Geleitzug PQ 18 ab.
Anschließend wurde sie im November 1942 ins Mittelmeer beordert, wo sie an der Landung der Alliierten in Französisch-Nordafrika teilnahm (Operation Torch). Dort war das Schiff der Central Task Force zugewiesen und unterstützte die Landung in Oran gegen die Truppen des französischen Vichy-Regimes und entging bei dieser Mission nur knapp einem Torpedotreffer des französischen U-Bootes Fresnel.
Im Dezember desselben Jahres erfolgte dann die Wiederaufnahme der Nordmeerkonvois mit dem Geleitzug JW 51A. Zusammen mit dem leichten Kreuzer HMS Sheffield und einigen Zerstörern bildete die Jamaica die Gruppe Force R unter dem Kommando von Vizeadmiral Robert Burnett und hatte die Aufgabe, deutsche Überwasserschiffe abzuwehren. Am 25. Dezember 1942 erreichte der Konvoi unbehelligt sein Ziel, die Kola-Bucht bei Murmansk.

### Schlacht in der Barentssee

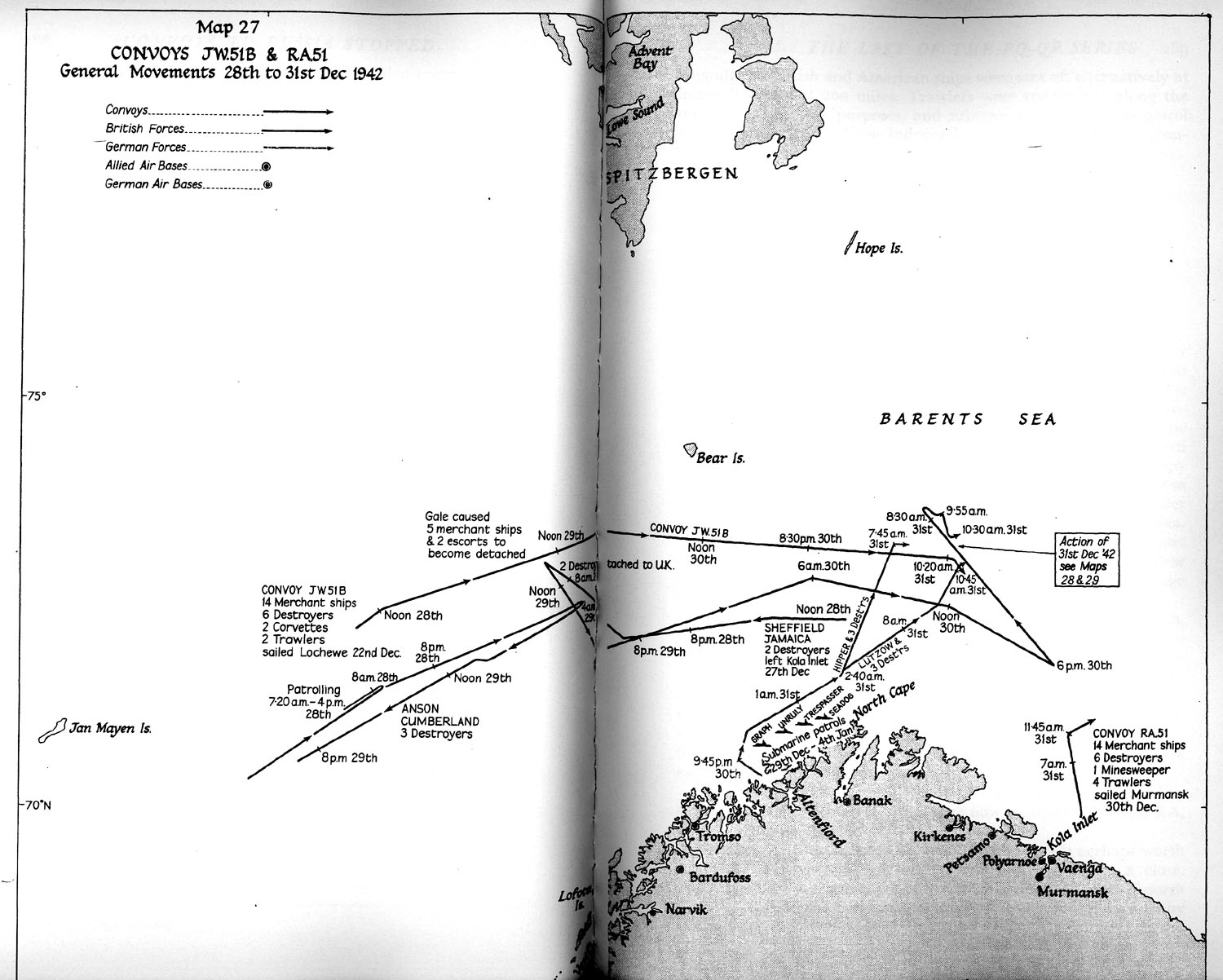
Schlacht in der Barentssee, Karte der britischen Admiralität

Am 27. Dezember 1942 stach die Gruppe Force R von Kola in See, um dem Geleitzug JW 51B, bestehend aus 14 Handelsschiffen und 4 Zerstörern, entgegenzufahren. Ziel war, JW 51B in der Norwegische See zu treffen und den Rest seiner Passage nach Murmansk abzusichern. Die Einheiten des Konvois waren jedoch durch einen größeren Sturm am Vorabend weit verstreut und einige Einheiten zum Teil nach Süden abgetrieben. In der Folge war es nicht möglich, eine einheitliche Position von JW 51B aus den Radarbildern der Force R abzulesen.
Als dann in den Vormittagsstunden am 31. Dezember die Schweren deutschen Kreuzer Admiral Hipper und Lützow, begleitet von eigenen Zerstörern, den Geleitzug angriffen, befand sich Force R 48 km zu weit nördlich. Mit den ersten Schusswechseln zwischen den angreifenden deutschen Schiffen und den Begleitzerstörern des Konvois drehte die Gruppe nach Süden, um ab Mittag in den Kampf einzugreifen. Die Sheffield versenkte dabei aus kurzer Distanz den deutschen Zerstörer Friedrich Eckoldt, welcher – vermutlich den schlechten Sichtbedingungen geschuldet – das Schiff irrtümlich für die Admiral Hipper gehalten hatte und mit ihm in Formation ging. Die Jamaica setzte sich zeitgleich erfolglos mit dem Zerstörer Richard Beitzen auseinander. Eine knappe Stunde später entdeckten Sheffield und Jamaica die beiden deutschen Kreuzer, eröffneten das Feuer und erzielten (trotz der weiter anhaltend schlechten Sicht im arktischen Winter) Treffer auf der Admiral Hipper, deren Höchstgeschwindigkeit dadurch auf 28 kn gesenkt wurde. Der Kapitän der Hipper, Oskar Kummetz, entschied sich in der Folge zum Abdrehen in Richtung Süden, zurück zu dessen Operationsbasis Altafjord. Eine halbe Stunde später kam es noch einmal zum Feuerwechsel zwischen den Kreuzern, jedoch ohne dass Treffer erzielt werden konnten. Bis zum Nachmittag wurde der Kontakt zu den Angreifern endgültig verloren und der Konvoi der Handelsschiffe erreichte am 3. Januar 1943 die Kola-Bucht.
Im Anschluss an das Gefecht in der Barentssee begleitete Force R den Geleitzug RA 52 zurück nach Großbritannien, bis die Gruppe von den Kreuzern Kent und Berwick abgelöst wurde.
Die Jamaica wurde mit ihrer Heimkehr aus den Geleitzugschutz abgezogen und der Home Fleet zugeteilt. Im März 1943 bekam das Schiff neue Geschützrohre für die Hauptartillerie und es folgte von Juli bis September ein Werftaufenthalt in Portsmouth für Ausbesserungsarbeiten und die Aufrüstung der Luftabwehrbewaffnung um zusätzliche 6×2 und 4×1 20-mm-Geschütze.
Im November begleitete die Jamaica erneut Geleitzüge durch das Nordmeer. Die Konvois RA 54B, JW 54A, JW 54B und Geleitzug RA 54B durchfuhren die Passage störungsfrei.
Am 15. Dezember 1943 wurde sie dann Teil der Force 2, einer Escort-Gruppe unter Admiral Bruce Fraser mit dem Schlachtschiff Duke of York und vier zusätzlichen Zerstörern, die aufgestellt wurde, um den Konvoi JW 55A zu begleiten. Nachdem dessen Passage ereignislos verlaufen war, verlegte die Gruppe ab dem 18. Dezember zurück nach Island zur Beölung. Gerade dort eingetroffen erreichte Admiral Fraser die Nachricht darüber, dass sich das deutsche Schlachtschiff Scharnhorst auf den Weg gemacht hatte, Geleitzug JW 55B anzugreifen und Force 2 lief am 23. Dezember kurz vor Mitternacht mit Höchstfahrt aus, um diesen Konvoi einzuholen.

### Seegefecht vor dem Nordkap
Nachdem in der Nacht zum 17. Dezember 1943 deutsche U-Boote bereits Kontakt mit einzelnen Geleitschiffen gehabt hatten, entdeckte die deutsche Luftaufklärung die genaue Position von Geleitzug JW 55B am 22. Dezember 1943. Die deutsche Scharnhorst, begleitet von fünf Zerstörern stach daraufhin vom Altafjord aus am 25. Dezember in See, um den Konvoi abzufangen.
Bei stürmischem Wetter und schlechter Sicht trafen am Morgen des 26. Dezember die Angreifer auf die Geleitschiffe der mit dem Schutz des Konvois beauftragten Force 1, bestehend aus den Kreuzern Belfast, Sheffield und Norfolk, begleitet von vier Zerstörern, und lieferten sich zwei erste Gefechte. In der Folge stellte die Scharnhorst unter Konteradmiral Erich Bey gegen 14:00 Uhr den Angriff ein und drehte nach Südosten, verfolgt von Force 1, während aus Südwesten Force 2 mit der Jamaica näher kam.
Gegen 16:17 Uhr erfasste das Radar der Duke of York die Scharnhorst in einer Entfernung von 41,6 km. Eine halbe Stunde später eröffnete Force 2 das Feuer. Mit der dritten Salve trafen die Geschütze der Jamaica. Nach 19 Salven jedoch musste das Feuer eingestellt werden, da die Scharnhorst in der schweren See deutlich mehr Fahrt machte und den Abstand zunehmend vergrößerte. Erst ein Treffer der Duke of York änderte die Situation, da eine Granate den Kesselraum Nr. 1 der Scharnhorst zerstörte und dadurch die Geschwindigkeit des Schiffes deutlich reduziert wurde.
Dem dann als erstes aufschließenden britischen Zerstörer gelangen vier Torpedotreffer und verlangsamten das feindliche Schiff weiter, so dass die Jamaica und die Duke of York ebenfalls wieder in Schussweite kamen. Bei einer Entfernung von 9,5 km eröffneten sie erneut das Feuer. Doch auch nach 28 Minuten kontinuierlicher Belegung mit Granaten und mindestens zehn schweren Treffern lief die Scharnhorst noch mit 10 kn. Selbst als die Munition ihrer schweren Hauptartillerie verbraucht war, wehrte sich das Schiff weiter mit seinen kleineren Geschützen.
Daraufhin ordnete Admiral Fraser die erneute Torpedierung des Schiffs an. Von der Jamaica gingen sechs Torpedos in zwei Salven auf das Ziel. Von der ersten Salve verfehlten zwei, und die dritte ging blind. Von der zweiten Salve trafen zwei Torpedos. Nach weiteren Treffern von der Belfast und den Zerstörern kenterte und sank die Scharnhorst schließlich um 19:45 Uhr. Die an der Versenkung beteiligten Schiffe suchten noch bis 20:40 Uhr nach Überlebenden.

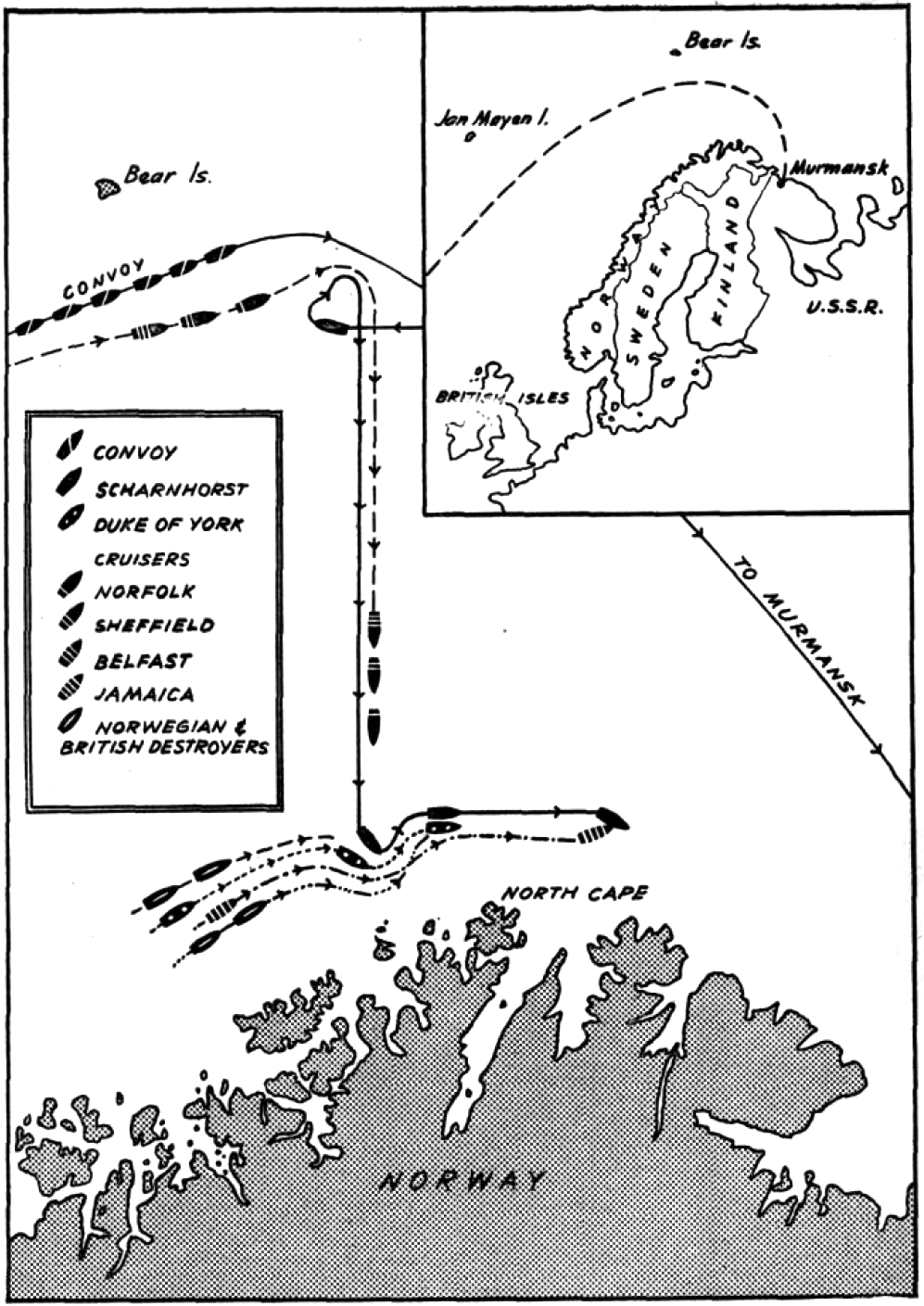
Karte des Seegefechts am Nordkap
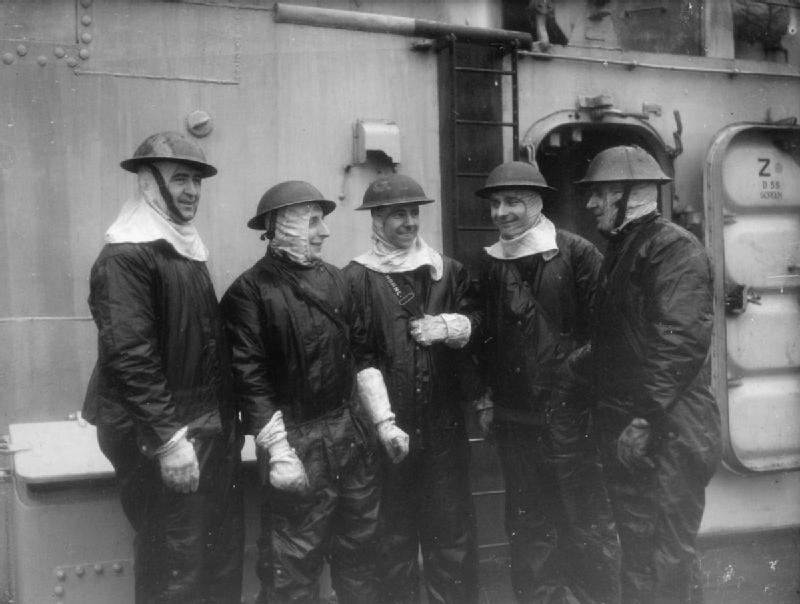
Die Torpedobedienung der Jamaica nach der Versenkung der Scharnhorst in Scapa Flow
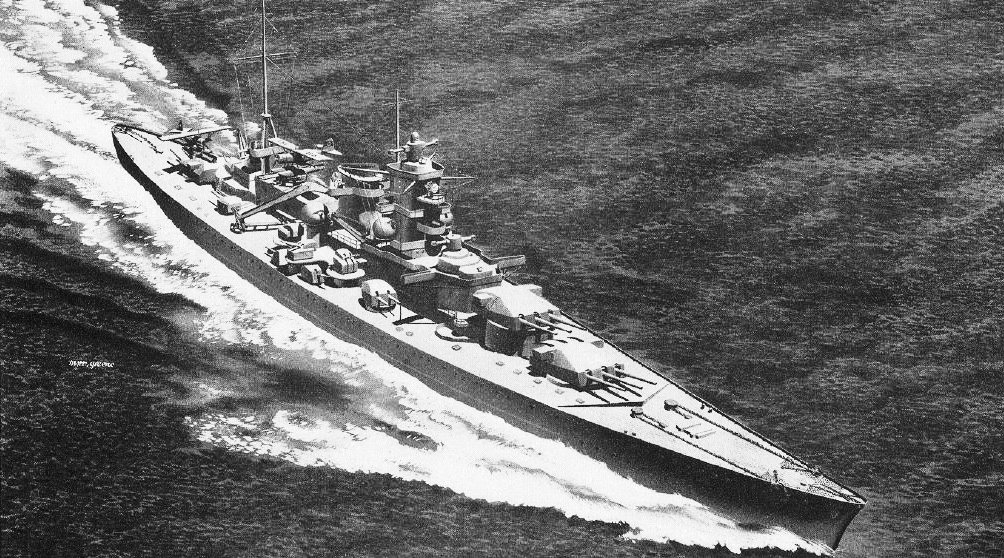
Das deutsche Schlachtschiff Scharnhorst

### Jagd auf die Tirpitz und Nachkriegszeit
Im darauffolgenden Jahr begleitete die Jamaica weiter Geleitzüge. Unter anderem im Februar und März 1944 JW 57, JW 58 und RA 58, ohne jedoch in nennenswerte Auseinandersetzungen verwickelt zu werden.
Ende März 1944 wurde das Schiff dann zur Sicherung der Operation Tungsten abgestellt. Ziel der Operation war es, das deutsche Schlachtschiff Tirpitz mit Marinebombern anzugreifen. Insbesondere, um eine Störung der absehbar bevorstehende Landung in der Normandie durch das Schiff zu verhindern.
Da die Tirpitz mit ihrer Operationsbasis im Kåfjord außerhalb der Reichweite der Langstreckenbomber lag, wurden dazu fünf Flugzeugträger der Royal Navy entsandt.
Die Jamaica war hierbei Teil der Force 2 und begleitete die Träger. Force 1 unter der Duke of York und der Anson sollten ein etwaiges Entkommen der Tirpitz unterbinden.
Am 30. März lief der Verband aus Scapa Flow aus und machte sich auf den Weg nach Norwegen. Am 3. April starteten 40 Sturzkampfbomber und 80 Jagdflugzeuge in zwei Wellen von den Trägern und überraschten die Tirpitz in den Morgenstunden. Es gelang jedoch trotz 15 Bombentreffern nicht, das Schiff zu versenken.
Im Juli des gleichen Jahres wiederholte die Royal Navy mit der Operation Mascot den Versuch, die Tirpitz auszuschalten und so begleitete die Jamaica die Flugzeugträger Formidable, Furious und Indefatigable. 44 Marinebomber und 40 Jagdflugzeuge machten sich diesmal auf den Weg, aber wieder scheiterte die Versenkung des Schlachtschiffes.
Danach eskortierte die Jamaica im August und September 1944 weiter Geleitzüge. JW 59 und RA 59 erreichten unbeschadet ihr Ziel, bevor das Schiff im Oktober zur Überarbeitung in die Werft ging. Bis zum April 1945 wurde neben der fälligen Instandsetzung auch die Radaranlage modernisiert und der vorletzte Hauptgeschützturm ('X'-Turm) wurde zugunsten zwei weiterer Vierfach-40-mm-Flak vom Typ QF 2-Pfünder ersetzt.
Nach dem Kriegsende beförderte die Jamaica König Georg VI. und seine Frau am 6. Juni zu einem Besuch auf die Kanalinseln.
Im Anschluss verlegte sie nach Ceylon und wurde ab Oktober 1945 Teil des 5th Cruiser Squadron in Colombo. Ab April 1946 übernahm sie ebenfalls die Rolle des Flaggschiffs dieser Gruppe, in der Nachfolge der Norfolk.
Im November 1947 erfolgte die Rückkehr nach Devonport für Ausbesserungsarbeiten. An diese schloss sich im August 1948 der Transfer in den Pazifik und die Zuordnung unter das Kommando der North America and West Indies Station an.
Hongkong wurde ab April 1949 die neue Operationsbasis und das Schiff verblieb dort bis zum Beginn des Koreakriegs im Juni 1950.

### Koreakrieg

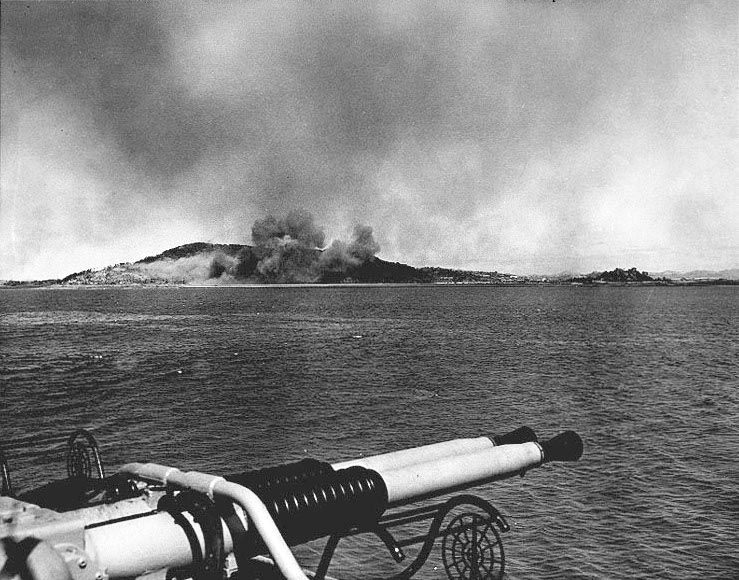
Beschuss von Wolmido am 13. September 1950 in Vorbereitung auf die Operation Chromite

Die Kampfhandlungen zwischen Nord- und Südkorea begannen am 25. Juni 1950, während sich die Jamaica auf einer Passage nach Japan befand. Sie und ihre Eskorte, die Black Swan, wurden umgehend zu einem Rendezvous mit dem US-amerikanischen Leichten Kreuzer Juneau vor der Ostküste der Koreanischen Halbinsel beordert, mit der Aufgabe, die vorrückenden nordkoreanischen Truppen zu beschießen.
Am 2. Juli 1950 wurde ein von Chumunjin zurückkehrender Nachschubkonvoi der Nordkoreaner entdeckt und angegriffen. Die den Konvoi begleitenden drei Torpedoboote und zwei Kanonenboote nahmen den Kampf auf, wurden aber, ohne selber nennenswerten Schaden zu verursachen, versenkt. Im Anschluss setzte der Kreuzerverband den Beschuss der Küste fort. Sechs Tage später wurde die Jamaica von Land beschossen. Dabei traf eine 75-mm-Granate das Schiff, tötete sechs Besatzungsmitglieder und verwundete fünf.
Am 15. August beschoss das Schiff die von den Nordkoreanern eingenommene Hafenanlagen in Kunsan. Im Monat darauf folgte eine vorbereitender Artillerieangriff auf die Insel Wolmi-do (Incheon). Dieser bildete den Auftakt zur Operation Chromite – der Landung in Incheon –, in deren Rahmen es den alliierten UN-Truppen gelang, einen Brückenkopf im Rücken der vorgerückten nordkoreanischen Armee zu erobern. Während der Landung am 15. September 1950 selbst deckte die Jamaica die Südflanke und unterstützte das Vorgehen des 1st Marine Regiment.
Zwei Tage nach dem Ende der Operation wurden die Jamaica und die USS Rochester in der Morgendämmerung von zwei Kampfflugzeugen (eine Jakowlew Jak-9 und eine Iljuschin Il-2) im Tiefflug angegriffen. Dabei wurde ein Seemann auf der Jamaica getötet, bevor die Il-2 abgeschossen werden konnte.
Im Oktober 1950 ging es dann für das Schiff zur Ausbesserung und Überholung nach Singapur. Nach deren Abschluss wurde sie zurück in die Heimat beordert und erreichte im Februar 1952 Plymouth. Dort wurde sie der Reserveflotte zugeteilt.

### Sueskrise und Verbleib

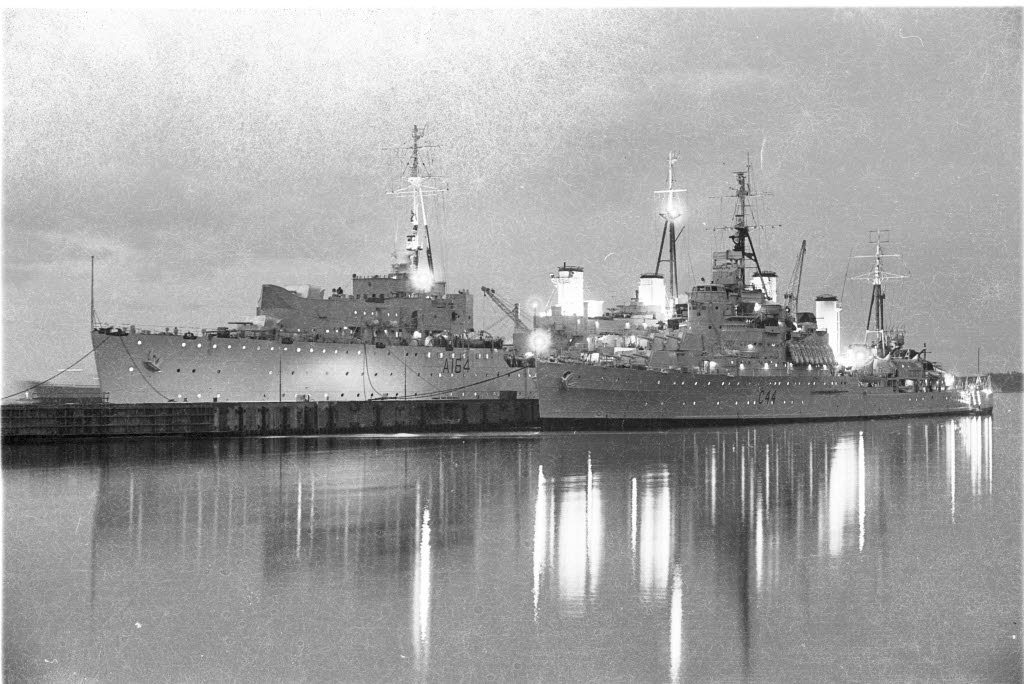
Die HMS Jamaika auf der Kieler Woche 1957

Von Mai 1953 an war die Jamaica das Flaggschiff der Reserve Fleet, bis sie im Verlauf des Jahres 1954 reaktiviert und der Mittelmeerflotte zugeteilt wurde. Eine erneute Überholung in der Chatham Werft folgte ab Juni 1955.
Zum Jahreswechsel 1955/56 hatte das Schiff dann seinen großen Auftritt, als es an den Dreharbeiten zum Spielfilm Panzerschiff Graf Spee mitwirkte. Sie verkörperte darin die Exeter, welche vom Panzerschiff Admiral Graf Spee im Gefecht vor dem Río de la Plata arg in Mitleidenschaft gezogen wurde.
Anschließend partizipierte sie, wieder im aktiven Dienst, an der Operation Musketeer im November 1956 und führte den Beschuss von Port Said an, um die Landung der Royal Marines zu unterstützen und damit dem Empire die Kontrolle über den Sueskanal zu sichern. Dabei musste das Schiff allerdings auf seine 6-Zoll-Geschütze verzichten, da das Kabinett des Vereinigten Königreichs die Verwendung von Kalibern größer als 4,5 Zoll (114 mm) untersagt hatte, aus Sorge vor großflächiger Zerstörung in der ägyptischen Stadt.
Im September 1958 wurde die Jamaica nach einem letzten Besuch in Kiel erneut der Reserve zugewiesen. Am 14. November 1960 wurde sie zur Verschrottung verkauft, zur Demontage der Aufbauten nach Dalmuir geschleppt (welches sie am 20. Dezember 1960 erreichte) und im Anschluss 1963 nach Troon verbracht, um auch die Hülle zu zerlegen.